# Pierre Dolbeault
Pierre Dolbeault (10 de octubre de 1924 - 12 de junio de 2015) fue un matemático francés.
Dolbeault entró a la Escuela Normal Superior de París en 1944 y obtuvo su doctorado en 1955 bajo la supervisión de Henri Cartan. En la década del 50 fue profesor en la Universidad de Montpellier y la Universidad de Burdeos hasta terminar en 1972 en el Instituto de Matemáticas de Jussieu de la Universidad Pierre y Marie Curie.
Organizó junto los matemáticos Henri Skoda y Pierre Lelong un semanario en París sobre análisis complejo y fue uno de los grandes especialistas en dicho campo, además de haber logrado resultados en el campo de la topología que forman las bases de esta disciplina.
En particular, desarrolló una teoría cohomológica que fue la base para la cohomología de Dolbeault y el teorema de Dolbeault.

## Obras
- Analyse Complexe. Masson. 1990. (dirigido por Paul Malliavin).
- Jean-Paul Pier (2000). Variétes et Espaces Analytiques Complexes. Birkhäuser. pp. 359-436.
- Introduction to Complex Analysis. Encyclopaedia of Mathematical Sciences (7ma edición). Springer. 1997. (junto a E. M. Chirka, G. M. Khenkin y A. G. Vitushkin)